# Ricardo Silveira
Ricardo Rodrigues Parente Silveira (Rio de Janeiro,  ) é um guitarrista, violonista, compositor, arranjador e produtor brasileiro.
Tocou com Herbie Mann em Nova Iorque. Atuou com Elis Regina, Milton Nascimento, Hermeto Pascoal, Gilberto Gil e Banda Chicago, entre muitos outros. 
Seu primeiro LP solo, Bom de tocar, alavancou sua carreira nos Estados Unidos. 

## Discografia
- Bom de tocar (1984)
- Ricardo Silveira (1987), (participação especial do guitarrista norte americano Pat Metheny)
- Long Distance (1988), (albúm "Ricardo Silveira" de 1987, relançado no mercado norte americano pelo selo Verve Forecast da Polygram)
- Sky Light (1989)
- Amazon Secrets (1990)
- Small World (1992)
- Storyteller (1995), (remasterizado em 2012, com nova parte gráfica)
- Noite clara (2001)
- Ao Vivo (2003) com o pianista Luiz Avellar (músicas de Milton Nascimento)
- Outro Rio (2007)
- Até amanhã (2010)
- RSVC (2013) com o violonista e vocalista Vinicius Cantuária
- Atlânticos (2013) com o violonista Roberto Taufic
- Organ Trio (2014) com a organista Vanessa Rodrigues, e o baterista Rafael Barata
- Jeri: Quarteto ao Vivo (2016) com o pianista David Feldman, o baixista Guto Wirtti, e o baterista Di Stéffano
- Cosmos (2016) com o baixista norte americano John Leftwich, (participação especial do flautista norte americano Hubert Laws, e o baterista Kiko Freitas)
- Ricardo Silveira Trio: Simbora (2017) com o baixista Guto Wirtti e o baterista Thiago Rabello

## Outros projetos

### Banda High Life
- High Life (1985) com o baixista Nico Assumpção, o baterista Carlos Bala, o pianista Luiz Avellar, e o saxofonista Steve Slagre

### Banda Zil
- Banda Zil (1987) com violonista e vocalista Cláudio Nucci, o tecladista Marcos Ariel, o violonista e vocalista Zé Renato, o saxofonista e vocalista Zé Nogueira, o baixista e vocalista João Batista, e o baterista Jurim Moreira
- Zil ao vivo (2019), (álbum gravado ao vivo em 2016 na cidade de Juiz de Fora, com a formação original de 1987, disponivel também em DVD)

## Compilações
- Jazziz On Disc (1989)
- Chitarre (1991)
- The Kokopelli Family (1995)
- Le Chitarre Jazz (1997)
- KYOT Smooth Jazz Sampler 98 Vol.4 (1998)
- Ocean Drive (2000)